# 莱切省蒙特罗尼
莱切省蒙特罗尼（義大利語：Monteroni di Lecce）是意大利莱切省的一个市镇。总面积16平方公里，人口13947人，人口密度871.7人/平方公里（2009年）。ISTAT代码为075048。